# Скобелев, Владислав Александрович
Владисла́в Алекса́ндрович Ско́белев (род. 24 января 1987, Оричи, Кировская область) — российский лыжник, более успешен в классическом или свободном стиле. Чемпион мира по лыжным гонкам среди молодёжи до 23 лет (2010 год, Хинтерцартен, Германия). Трёхкратный чемпион и серебряный призёр XXV Зимней Универсиады (2011 год, Эрзурум, Турция), чемпион XXVI Зимней Универсиады (2013 год, Тренто, Италия). Чемпион России 2014 года на дистанции 15 км классическим стилем (Тюмень).

## Биография
В 1997 году Владислав Скобелев поступил в спортивную школу города Орлова на отделение лыжных гонок, где его тренером стал Эдуард Юрьевич Норкин. С 2007 года переехал в город Кирово-Чепецк, где стал тренироваться в СДЮСШОР в группе Алексея Владимировича Ускова.
В 2007 году окончил Орловский колледж педагогики и профессиональных технологий, в 2012 — Вологодский институт права и экономики Федеральной службы исполнения наказаний.

## Карьера
С 2004 года — неоднократный победитель и призёр областных соревнований. В 2007 году в городе Тобольске стал победителем первенства России в эстафетной гонке среди юниоров. В 2010 году стал чемпионом мира по лыжным гонкам среди молодежи до 23 лет (г. Хинтерцартен, Германия). С 2011 года тренируется в Центре спортивной подготовки сборных команд Югры (город Ханты-Мансийск).
В сборной команде России с 2011 года. В этом же году стал трёхкратным чемпионом и серебряным призёром Зимней Универсиады (г. Эрзурум, Турция). В сезоне 2013/2014 годов стал чемпионом Зимней Универсиады в Трентино (Италия). 22 марта 2014 года выиграл гонку классическим стилем на 15 км на чемпионате России в Тюмени. Позже на этапах Кубка России занимал призовые места на дистанции 15 км (классическим и свободным стилем), а также 30 км в скиатлоне.

## Спортивные достижения
- Международные соревнования FIS (14 января 2009, Ижевск, Россия) — 3 место, 15 км свободным стилем;
- Кубок Восточной Европы (21 ноября 2009, Вершина Тёи, Россия) — 2 место, 10 км классически стилем;
- Международные соревнования FIS (18 декабря 2009, Сыктывкар, Россия) — 3 место, 10 км классическим стилем;
- Чемпионат мира среди молодёжи до 23 лет (28—30 января 2010, Германия) — 1 место, 10 км классическим стилем;
- Международные соревнования FIS (16 марта 2010, Сыктывкар, Россия) — 1 место, 15 км, классическим стилем;
- Чемпионат России (29 марта 2010, Сыктывкар, Россия) — 2 место, эстафета 4х10 км;
- Зимняя Универсиада (28 января — 5 февраля 2011, Эрзурум, Турция) — 1 место, 10 км классическим стилем;
- Зимняя Универсиада (28 января — 5 февраля 2011, Эрзурум, Турция) — 1 место, 15 км, дуатлон, гонка преследования;
- Зимняя Универсиада (28 января — 5 февраля 2011, Эрзурум, Турция) — 1 место, 30 км классическим стилем (масстарт);
- Зимняя Универсиада (28 января — 5 февраля 2011, Эрзурум, Турция) — 2 место, эстафета 4х10 км;
- Международные соревнования FIS (13 февраля 2012, Банско, Болгария) — 1 место, 10 км классическим стилем;
- Международные соревнования FIS (30 ноября 2012, Вершина Тёи, Россия) — 3 место, 10 км классическим стилем;
- Международные соревнования FIS (08 декабря 2012, Чусовой, Россия) — 3 место, 15 км свободным стилем;
- Кубок Восточной Европы (18 января 2013, Харьков, Украина) — 1 место, 15 км классическим стилем;
- Зимняя Универсиада (11—21 декабря 2013, Тренто, Италия) — 1 место, 30 км классическим стилем (масстарт);
- Зимняя Универсиада (11—21 декабря 2013, Тренто, Италия) — 2 место, эстафета 4х10 км;
- Чемпионат России (22—30 марта 2014, Тюмень) — 1 место, 15 км классическим стилем.
- Финал Кубка России (24 февраля — 1 марта 2015, Рыбинск) — 2 место, 30 км (скиатлон).
- Финал Кубка России (25—29 февраля 2016, Сыктывкар) — 3 место, 15 км свободным стилем.
- Международные соревнования FIS (15 января 2017, Раубичи, Беларусь) — 1 место, 15 км свободным стилем.

## Награды и звания
- Мастер спорта России международного класса